# Stephenville–Port-au-Port
Circonscription électorale provinciale du Canada
Stephenville–Port-au-Port est une circonscription électorale provinciale de Terre-Neuve-et-Labrador contesté pour la première fois lors des élections provinciales de 2015.

## Composition et histoire
Elle est composée de la ville de Stephenville et la péninsule de Port-au-Port. Elle comporte à ce titre la majeure partie des communautés historiques franco-terre-neuviennes et acadiennes de la province, qui est la moins francophone du Canada.
En octobre 2023, la circonscription comprend 9 598 électeurs inscrits.
Depuis 2019, la circonscription est représentée à la Chambre d'assemblée de Terre-Neuve-et-Labrador par Tony Wakeham,  chef du Parti progressiste-conservateur de Terre-Neuve-et-Labrador depuis octobre 2023.

## Liste des députés
| Stephenville–Port-au-Port |                   |                           |                |             |
| Député                    | Député            | Parti                     | Mandat         | Législature |
|                           | John Finn (en)    | Libéral                   | 2015 - 2019    | 48e         |
|                           | Tony Wakeham (en) | Progressiste-conservateur | 2019 - 2020    | 49e         |
|                           | Tony Wakeham (en) | Progressiste-conservateur | 2021 - présent | 50e         |